# Schöpfungskirche (Bischofswiesen)
Die Schöpfungskirche in Bischofswiesen gehört zur  Evangelisch-Lutherischen Kirchengemeinde Berchtesgaden.

## Baugeschichte / Ausstattung
Die nach Plänen des Architekten Georg Küttinger erbaute Kirche wurde 1986 fertiggestellt.
Die Holzbalkenkonstruktion soll der Kirche laut Küttinger „den Charakter des Stalles von Betlehem verleihen“. In das Gebäude sind neben dem Kirchenraum auch das Pfarrhaus sowie Gemeinderäume integriert.
Für Instandhaltung und Einrichtung sammelte ab 1999 der Evangelische Kirchenverein Bischofswiesen e.V. Spenden. Damit wurden 2000 drei noch fehlende Kirchenglocken erworben, 2001 die 1988 von der Firma Fritz Mertel aus Salzburg erstellte Orgel um einen Subbass erweitert und 2004 von  Ilse Deisenberger gefertigte Paramente für Altar und Kanzel in den vier liturgischen Farben beschafft. 2008 wurde zudem die Rückwand links vom Altar mit hölzernen Bildtafeln „in warmen Farben“ von Christoph Merker gestaltet,  die wichtige Stationen des Lebens Jesu unter dem Motto „Das Licht kommt in der Welt“ illustrieren. Nachdem alle Finanzierungsziele erreicht waren, löste sich im Februar 2013 der Kirchenverein wieder auf.

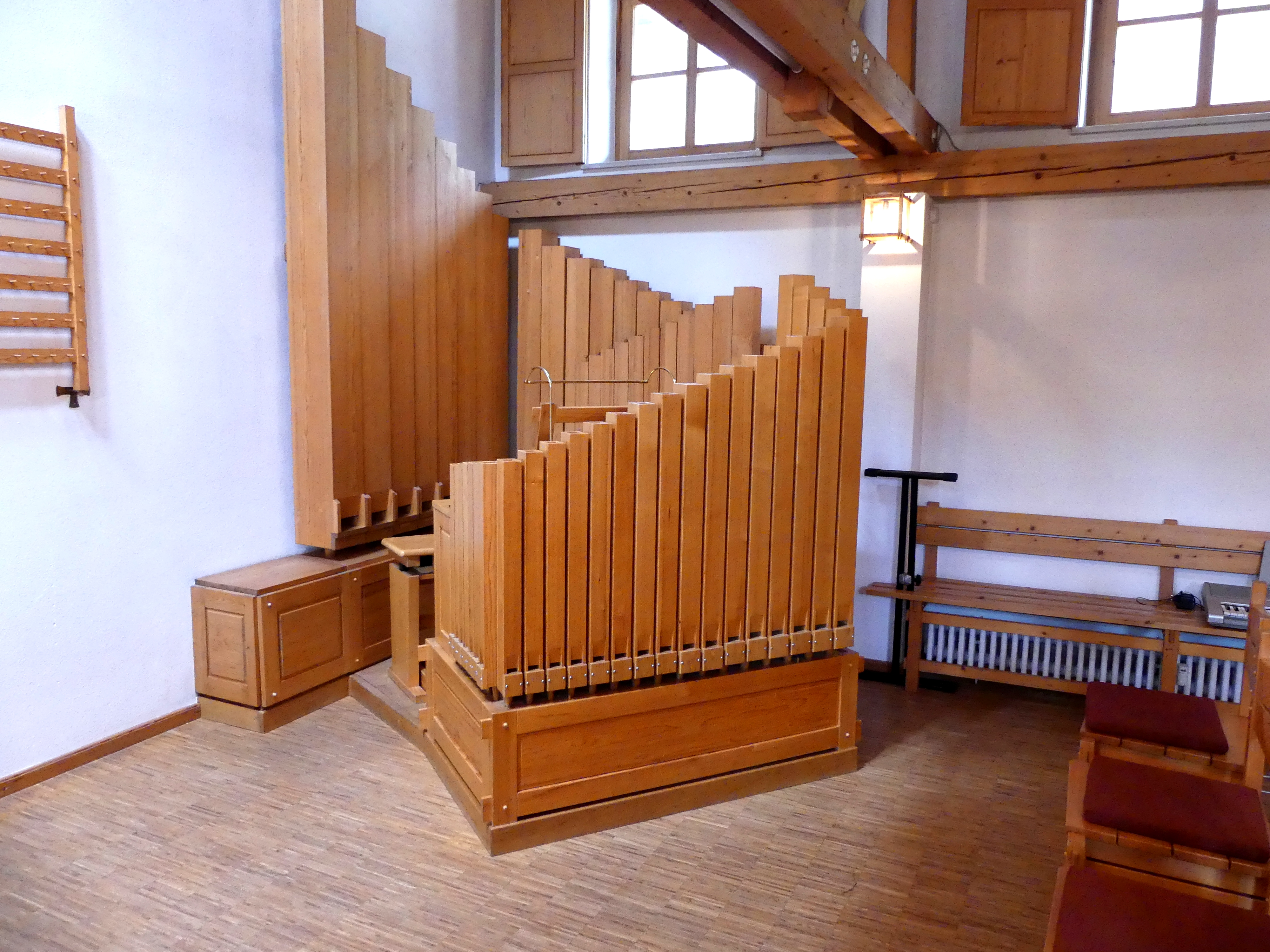
Orgel aus Holz
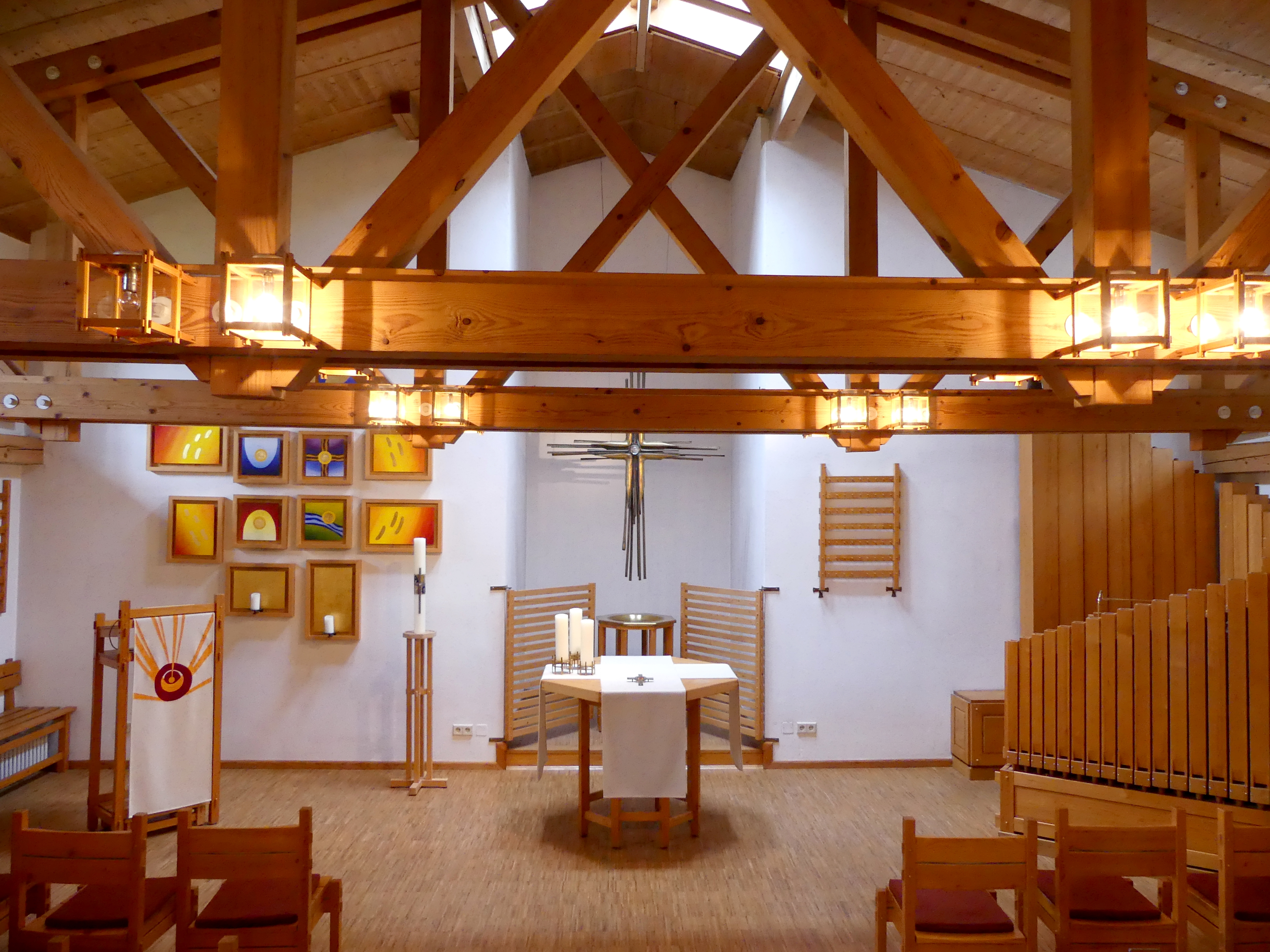
Blick vom Eingang zum Altar, links davon die Bildtafeln von Christoph Merker
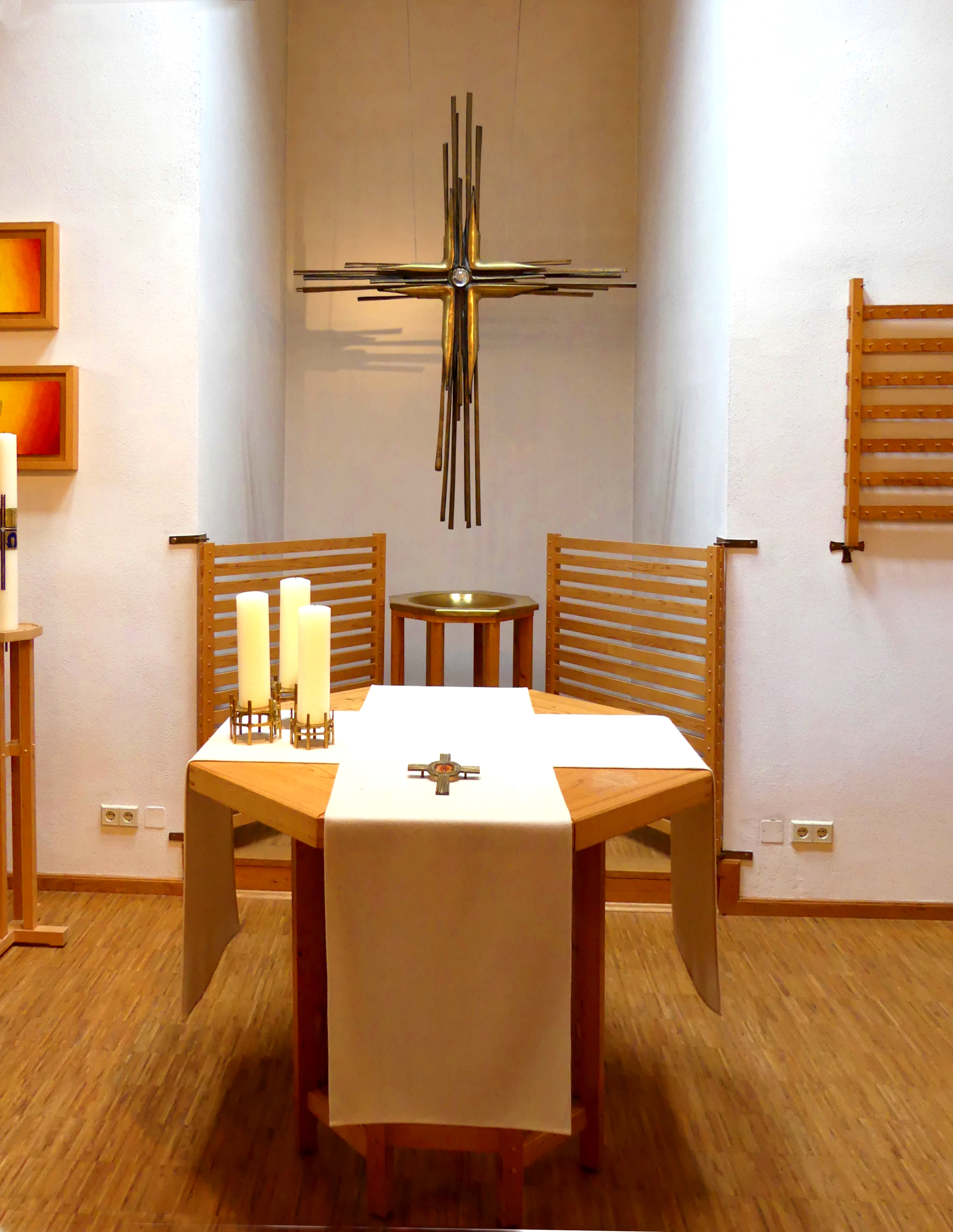
Altar
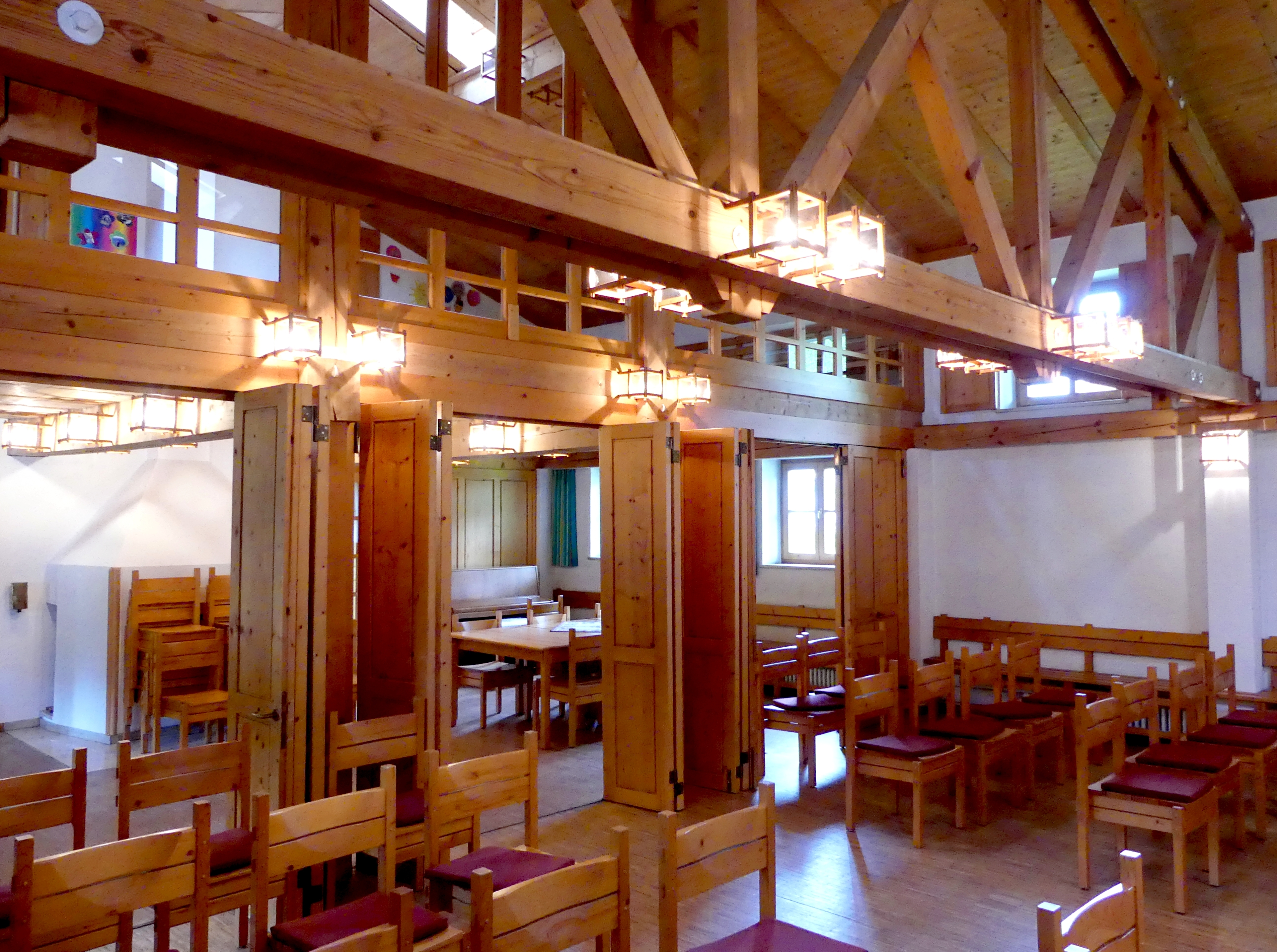
Diagonalansicht Richtung Eingangsseite

## Zuständige Kirchengemeinde
Die Evangelisch-Lutherische Kirchengemeinde Berchtesgaden ist neben ihrer Christuskirche als Hauptkirche in Berchtesgaden auch für die evangelisch-lutherischen Kirchengebäude in Bischofswiesen, Ramsau bei Berchtesgaden und Schönau am Königssee zuständig. Die Kirchengemeinde gehört zum Dekanat Traunstein innerhalb der Evangelisch-Lutherischen Kirche in Bayern. Angesichts des prozentual geringen Anteils ihrer Gemeindemitglieder innerhalb der genannten Gemeinden des Landkreises Berchtesgadener Land besteht sie in der Minderheitssituation einer Diaspora. (→ Siehe hierzu auch den Abschnitt: Religion in Berchtesgaden)